# Saginaw Spirit
Saginaw Spirit je americký juniorský klub ledního hokeje, který sídlí v Saginawu ve státě Michigan. Založen byl v roce 2002 po přestěhování týmu North Bay Centennials do Saginawu. Od roku 2002 působí v juniorské soutěži Ontario Hockey League (dříve Ontario Hockey Association). Své domácí zápasy odehrává v hale Dow Event Center s kapacitou 5 527 diváků. Klubové barvy jsou námořnická modř, červená, stříbrná, bílá a žlutá.
Nejznámější hráči, kteří prošli týmem, byli např.: John Carlson, Patrick McNeill, Jakub Svoboda, Michal Birner, Tomáš Záborský, Brandon Saad, Richard Jarůšek, Jamie Oleksiak nebo Vincent Trocheck.

## Přehled ligové účasti
Zdroj: 
- 2002– : Ontario Hockey League (Západní divize)